# Isole Ildefonso
Le isole Ildefonso (in spagnolo Islas Ildefonso) sono un piccolo arcipelago appartenente al Cile, fanno parte del comune di Cabo de Hornos nella Regione di Magellano e dell'Antartide Cilena. Le isole sono situate 96 km a ovest dell'isola di Hermite che appartiene all'arcipelago della Terra del Fuoco e 93 km a nord-nordovest delle isole Diego Ramírez.
L'arcipelago è costituito da 9 scogli suddivisi in due gruppi che si estendono per circa 6 km da nord-ovest a sud-est. La superficie complessiva è di 0,2 km² di cui oltre la metà sono costituiti dallo scoglio meridionale lungo 970 m e largo da 80 a 200 m.
Il territorio delle isole è roccioso e scosceso e ricoperto di erba della Pampa.
Gli unici abitanti delle isole sono delle colonie di pinguini delle specie pinguino saltarocce e pinguini di Magellano. Vi si trova anche una grande colonia di albatri sopracciglio nero e alcuni albatri testagrigia. Fra le specie nidificanti vi sono anche i cormorani imperiali.